# Клан Бетюн
Клан Бетюн (шотл. гел. Clan Bethune) — гірський шотландський клан. Щодо його походження і виникнення його назви є кілька версій. Згідно з однією він походить з Фландрії, з фландрського міста Бетюн. Але згідно з іншою — клан чисто кельтського походження і його назва видозмінена назва кельтського клану МакБеаха (ірл. — MacBheatha) — сини Беахи, тобто сини Життя. Клан є невеликим, в Шотландії був відомим як клан зброєносців. В Америці, куди в свій час втікали члени клану, він став відомий як Клан МакБех (шотл. гел. Clan MacBeth).

## Історія клану Бетюн
Вважається, що клан Бетюн прийшов в Шотландію у 1066 році разом з Вільгельмом Завойовником (що сумнівно).
Відносини клану Бетюн з іншими кланами Шотландії, зокрема з кланом МакБет в ХІ столітті лишаються неясними. Є версія, що назва клану МакБет є видозміненою назвою Беатон чи Бетюн, можливо, назва Беатон Скай є легендарною. Як клан, клан Бетюн був пов'язаний з торгівлею та медициною. Серед цього клану були спадкові лікарі та торговці, що виконували ці функції при клані МакДональд. Є інформація про не менш ніж 70 лікарів з клану Бетюн, що практикували в Гайделтахтд (шотл. гел. Gaidhealtachd) з 1300 по 1700 роки. Є інформація про лікарів з клану Бетюн, що практикували на островах Скай та Малл. На острові Малл були ще лікарі з кланів МакЛін та Фрайзер Ловат. Пізніше вони були відомі як Бітони. Були відомі ще лікарі Бетюн з Бальфура та Бетюн з Файф. Жили вони на острові Скай ще з XVI століття.